# Dicroglossinae
Dicroglossinae – podrodzina płazów bezogonowych z rodziny Dicroglossidae. 

## Zasięg występowania
Podrodzina obejmuje gatunki występujące w północno-zachodniej i Czarnej Afryce, na południowym Półwyspie Arabskim, w Pakistanie i Indiach do Afganistanu, Nepalu, Malezji i Sri Lanki; na wschód przez Nepal i Mjanmę do zachodnich i południowych Chin, Indochin i wysp Cieśniny Sundajskiej; na Filipinach; w Japonii; zgłoszone obserwacje na Papui-Nowej Gwinei; introdukowane na Guam.

## Podział systematyczny
Do podrodziny należą następujące rodzaje:
- Chrysopaa Ohler & Dubois, 2006 – jedynym przedstawicielem jest Chrysopaa sternosignata (Murray, 1885)
- Euphlyctis Fitzinger, 1843
- Fejervarya Bolkay, 1915
- Hoplobatrachus Peters, 1863
- Limnonectes Fitzinger, 1843
- Minervarya Dubois, Ohler & Biju, 2001
- Nannophrys Günther, 1869
- Nanorana Günther, 1896
- Ombrana Dubois, 1992 – jedynym przedstawicielem jest Ombrana sikimensis (Jerdon, 1870)
- Phrynoderma Fitzinger, 1843
- Quasipaa Dubois, 1992
- Sphaerotheca Günther, 1859